# Cassville (Wisconsin)
Cassville es una villa ubicada en el condado de Grant en el estado estadounidense de Wisconsin. En el Censo de 2010 tenía una población de 947 habitantes y una densidad poblacional de 370,83 personas por km².

## Geografía
Cassville se encuentra ubicada en las coordenadas 42°42′55″N 90°59′21″O / 42.71528, -90.98917. Según la Oficina del Censo de los Estados Unidos, Cassville tiene una superficie total de 2.55 km², de la cual 2.52 km² corresponden a tierra firme y (1.22%) 0.03 km² es agua.

## Demografía
Según el censo de 2010, había 947 personas residiendo en Cassville. La densidad de población era de 370,83 hab./km². De los 947 habitantes, Cassville estaba compuesto por el 98.63% blancos, el 0% eran afroamericanos, el 0.11% eran amerindios, el 0.21% eran asiáticos, el 0% eran isleños del Pacífico, el 0.21% eran de otras razas y el 0.84% pertenecían a dos o más razas. Del total de la población el 0.32% eran hispanos o latinos de cualquier raza.